# عمارة لندن

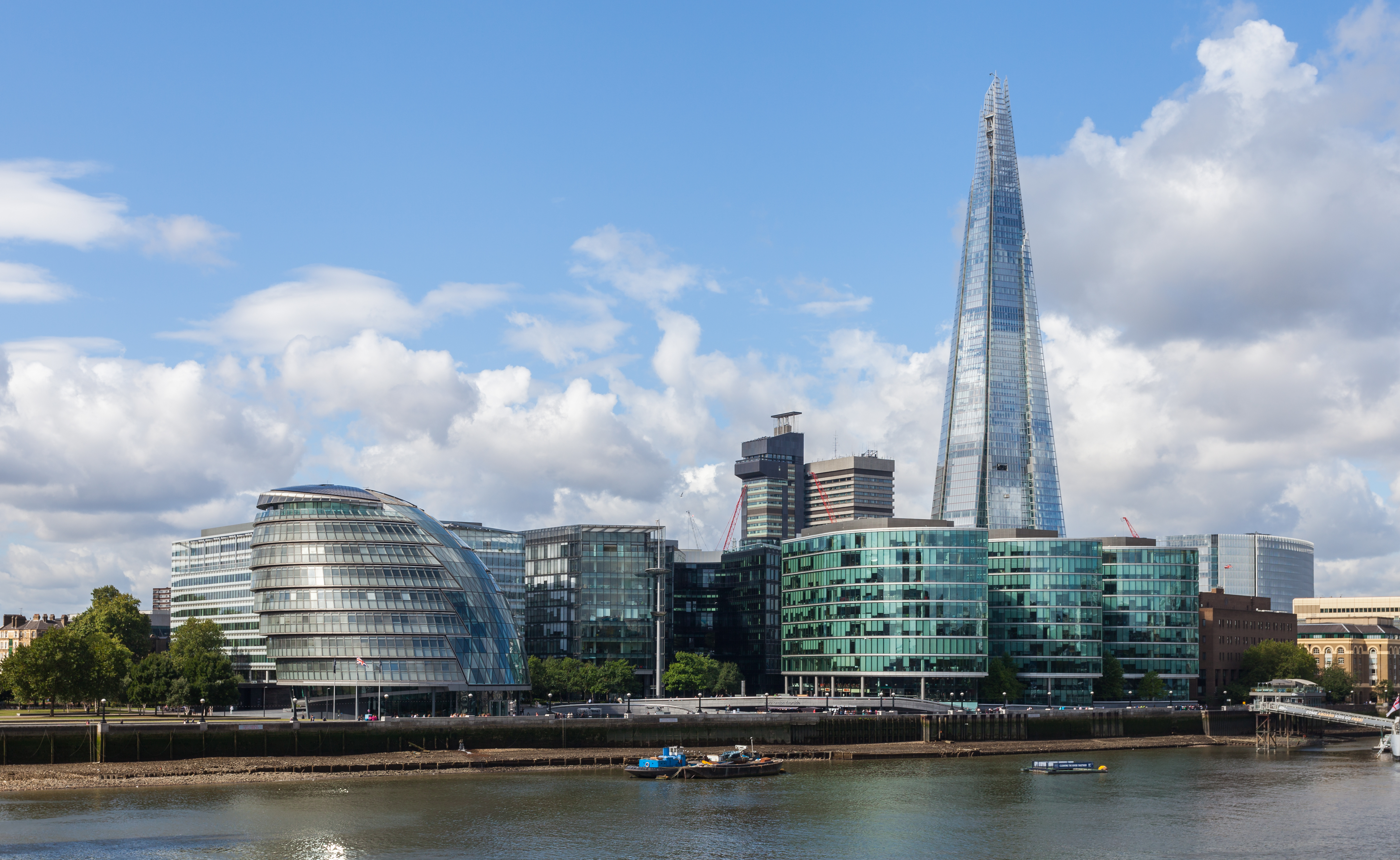
العمران الجديد في لندن

تُعد لندن أكبر مدينة في المملكة المتحدة إلى جانب كونها العاصمة. أسسها الرومان كمدينة لندينيوم القديمة في القرن الأول الميلادي واعتبروها عاصمة مقاطعة بريطانيا الرومانية، ومنذ ذلك الحين كانت لندن مستوطنة مأهولة بالسكان. أصبح تخطيط المستوطنة الرومانية المخطط التقريبي لمدينة سكسونيا ومدينة العصور الوسطى، بعد الانسحاب الروماني من بريطانيا في القرن الخامس. يُعرف هذا المركز القديم في لندن باسم مدينة لندن مع وستمنستر، وهو المركز القديم للسلطة السياسية في لندن التي تمتد حتى الغرب. نجا عدد قليل من مباني لندن في العصور الوسطى بسبب الدمار شبه الكامل للمدينة جراء الحريق الذي نشب في عام 1666، وكان أبرزها برج لندن ودير وستمنستر وغيلدهول وقصر سانت جيمس وقصر لامبيث وبقايا متناثرة من تيودور. تحولت لندن بعد الحريق العظيم، إذ أُعيد بناؤها وتحديثها بشكل كبير تحت إشراف المعماري الباروكي السير كريستوفر رين وأصبحت كاتدرائية سانت بول الجديدة محورًا لها. وصلت لندن إلى ذروتها كأكبر مدينة في العالم في عدد السكان بين عامي 1831 و1925، بعد فترة من التوسع المدهش في القرنين الثامن عشر والتاسع عشر، فضلًا عن كونها عاصمة الإمبراطورية البريطانية في أقصى مدى وقوة. امتدت لندن في هذه الفترة إلى حد كبير خارج حدودها التاريخية، واستوعبت العديد من المستوطنات الريفية السابقة وخلقت ضواحي شاسعة. تحولت المدينة أيضًا من خلال مشاريع البنية التحتية مثل أرصفة غرب الهند التي أكدت على وضع لندن باعتبارها ميناء رئيسيًا، ونظام القنوات الذي يتضمن قناة ريجنت ونظام الصرف الصحي وبعض من محطات السكك الحديدية الأولى بين المدن في العالم مثل محطة مترو أنفاق لندن (بادنتغون) وأول نظام للسكك الحديدية تحت الأرض في العالم. ميزت هذه الابتكارات لندن كمدينة بارزة في العصر الصناعي. أصبحت لندن مرة أخرى عاصمة عالمية للثقافة والتجارة مع إضافة الكثير من التطوير الجديد إلى مشهد المدينة الانتقائي، بعد معاناة كبيرة من الدمار خلال الهجوم السريع للحرب العالمية الثانية وفترة من التدهور الاقتصادي في فترة ما بعد الحرب.
تحتوي لندن على مجموعة واسعة جدًا من الأساليب المعمارية تنتمي لمجموعة متنوعة من الفترات التاريخية. جاءت الانتقائية المعمارية العظيمة في لندن بسبب تاريخها الطويل وإعادة تطويرها المستمر وتدميرها بسبب الهجوم السريع والاعتراف الحكومي بحقوق الملكية الخاصة التي غالبًا ما منعت تخطيط الدولة على نطاق واسع. يميز كل هذا لندن عن غيرها من العواصم الأوروبية الكبرى مثل باريس وفيينا وروما التي تُعد أكثر تجانسًا من الناحية المعمارية وذات تخطيط أكثر عقلانية. يتراوح تراث لندن المعماري الانتقائي بين البقايا الأثرية الرومانية وقلعة برج لندن العظيمة من العصور الوسطى والقوطية التي تعود للقرن الثالث عشر في دير وستمستر والباروك الفخم لكاتدرائية سانت بول والكلاسيكية الجديدة الأنيقة في سومرست هاوس والقطعة الحضرية لشارع ريجنت ستريت ومحطة السكك الحديدية الفكتورية العالية في سانت بانكراس ومبنى هوفر آرت ديكو والوحشية الصارمة لملكية باربيكان وبرج سويس ري فائق التكنولوجيا.
تحتوي لندن كونها عاصمة المملكة المتحدة على العديد من أهم المباني في الدولة البريطانية، الملكية وكنيسة إنجلترا. من بينها قصر وستمنستر ومركز الديمقراطية البريطانية وقصر بكنغهام المقر الرسمي للملكية البريطانية ودير وستمنستر وموقع تتويج جميع الملوك الإنجليز والبريطانيين منذ عام 1066. تحتوي لندن أيضًا على العديد من المعالم الأثرية مثل قلب لندن القديم في لندن ستون ونصب القرن السابع عشر من حريق لندن الكبير وقوس الرخام وقوس ولنغتون ونصب ألبرت التذكاري وقاعة ألبرت الملكية في كنسينغتون. عمود نيلسون هو عبارة عن نصب تذكاري معترف به دوليًا في ساحة ترافلغار، وغالبًا ما يُنظر إليه على أنه مركز مدينة لندن.
جرى تقييد ارتفاع المباني خلال معظم تاريخ لندن. تراجعت هذه القيود بشكل تدريجي في فترة ما بعد الحرب (باستثناء تلك التي قد تغطي مناظر معينة لكاتدرائية سانت بول) وأصبحت المباني الشاهقة أكثر عددًا من ذلك الحين، خاصة في القرن الحادي والعشرين. ازداد عدد ناطحات السحاب في منطقة المال في مدينة لندن وكناري وارف، وهي منطقة مالية جديدة أُنشئت في الثمانينيات والتسعينيات من القرن العشرين في منطقة دوكلاندز السابقة في لندن في جزيرة آيل أوف دوغز. تشمل المباني الشاهقة البارزة الحديثة برج 42 من ثمانينيات القرن العشرين ومبنى لويد الراديكالي من تصميم ريتشارد روجرز وبرج ون كندا سكوير الجزء المركزي من منطقة كناري وارف وبرج سويس ري (الملقب «غيركن») والذي أسس سابقة في التطورات الأخيرة للمباني الشاهقة الأخرى التي بُنيت بأسلوب مماثل فائق التكنولوجيا. يُعد برج شارد من تصميم رينزو بيانو الذي انتهى بناؤه في عام 2012 أطول مبنى في لندن وفي الاتحاد الأوروبي لسنوات عديدة، إلى جانب كونه المبنى التاسع والستين من حيث الطول في العالم.
يُقام مهرجان لندن للعمارة منذ عام 2004 في يونيو، ويركز على أهمية العمارة والتصميم في لندن اليوم. يعمل ربع عدد المعماريين في المملكة المتحدة في لندن مع وجود معظم الممارسات العالمية رفيعة المستوى في لندن، بما فيها معماريو زها حديد وفوستر وشركائه وروجرز ستيرك هاربر وشركائه ودافيد تشيبرفيلد ودافيد أدجاي من بين أشهر الشركات العالمية. تقدم عطلة نهاية الأسبوع في البيت المفتوح في سبتمبر فرصة سنوية لزيارة المباني المعمارية التي عادة ما تكون مغلقة للجمهور وبشكل مجاني، بدءًا من المباني العامة الكبرى مثل بنك إنجلترا إلى الإسكان الخاص المعاصر.

## قبل التاريخ
كانت هناك نقاط عبور ما قبل التاريخ في دتفورد عند جسر فوكسهول أيضًا، إلى جانب آثار قليلة تعود لما قبل التاريخ تُعرف بكونها من آثار نهر التايمز، على الرغم من عدم وجود مستوطنة معروفة تنتمي لفترة قبل الرومان. من المرجح أن مسار واتلينغ ستريت يتبع مسارًا أكثر قدمًا. تدعي الأسطورة الويلزية القديمة أن مدينة ترينافونتس – المخصصة للإله لود (كاير لود) - أسسها أتباع بران المبارك، الذين يُقال إن رؤوسهم المقطوعة مدفونة تحت البرج الأبيض المواجه للقارة.